# جون بويد (ناشط)
جون بويد (بالإنجليزية: John W. Boyd, Jr.)‏ هو ناشط أمريكي، ولد في 4 سبتمبر 1965.